# Ботвинов, Александр Игнатович
Александр Игнатович Ботвинов (1907—1995) — советский партийный деятель, депутат Верховного Совета СССР 5—6-го созывов, депутат Верховного Совета УССР 2—4-го созывов. Член ЦК КПУ в 1952—1966 годах. Герой Социалистического Труда (1951).

## Биография
Родился в 1907 году в селе Софьино-Лиман теперь Александровский район Донецкой области в семье крестьянина-бедняка. После окончания школы работал в сельском хозяйстве, затем рабочим вальцовой мельницы.
- В 1926 стал членом ВКП(б).
- С 1927 года работал на строительстве Днепрогэса, впоследствии выдвинут на комсомольскую работу.
- С 1930 по 1932 год — на профсоюзной и хозяйственной работе в Молдавской АССР.
- С 1933 года работает директором МТС в Котовском районе Молдавской АССР, затем — 2-м секретарем Котовского райкома КП (б) в Одесской области.
- Участник Великой Отечественной войны, с 1941 до 1942 года служил в Советской Армии на политической работе. Был политруком стрелковой роты 241-го стрелкового полка 93-й стрелковой дивизии. 24 сентября 1941 тяжело ранен в бою. В звании старшего политрука уволен в запас. Инвалид Отечественной войны 3-й группы.
- С апреля по декабрь 1943 работает 1-м секретарем Теньковского райкома ВКП (б) Татарской АССР.
- С 1944 до 1953 года — 1-й секретарь Котовского райкома КП (б) Одесской области.
- 25 октября 1955 — 12 мая 1956 года — председатель исполкома Черновицкого областного Совета депутатов трудящихся.
- С мая 1956 по январь 1963 года — 1-й секретарь Черновицкого областного комитета КПУ.
- С января 1963 по декабрь 1964 года — председатель исполкома Житомирского сельского областного Совета депутатов трудящихся.

Похоронен на Байковом кладбище (участок № 49а).

## Награды
- Медаль Серп и Молот (19 июля 1951);
- Орден Ленина (23.1.1948, 19.7.1951);
- Орден Красной Звезды (1945);
- Орден Отечественной войны I степени (1985);
- медали.